# Rihards Kuksiks
Rihards Kuksiks (nacido el 17 de julio de 1988 en Riga) es un jugador de baloncesto letón que pertenece a la plantilla del Real Betis Baloncesto de la Liga LEB Oro. Con 1,98 metros de estatura, juega en la posición de escolta.

## Trayectoria deportiva

### Universidad
Jugó durante cuatro temporadas con los Sun Devils de la Universidad Estatal de Arizona, en las que promedió 9,7 puntos y 3,0 rebotes por partido. Allí destacó sobre todo en los lanzamientos de 3 puntos, acabando su carrera universitaria con 280 triples anotados, el segundo mejor de la historia de su universidad y el décimo de la Pacific-10 Conference. Su máxima anotación en un partido fueron 27 puntos, que lo logró dos veces, la última de ellas ante Washington.

### Profesional
Tras no ser elegido en el Draft de la NBA de 2011, en el mes de septiembre ficha por el Valencia Basket Club de la liga ACB por una temporada, con opción a una campaña más. Tras ser cortado por el Valencia Basket Club lo fichó el Lagun Aro GBC para la temporada 2012-2013.

En octubre de 2012 firma con el Lagun Aro GBC, y tras disputar 15 partidos promediando 5,5 puntos, 1,4 rebotes, 0,3 asistencias y 2,9 de valoración, rescinde su contrato en enero con el club.
En la temporada 2022-23, firma por el KK Pieno Zvaigzdes con el que promedió 21,6 minutos y 11,2 puntos y 10,4 de valoración de media en 29 partidos. 
El 22 de septiembre de 2023, el jugador firma por el Real Betis Baloncesto de la Liga LEB Oro.

### Internacional
Tras pasar por todas las categorías inferiores, en 2011 dio el salto a la selección absoluta de Letonia, siendo uno de los jugadores revelación del Eurobasket 2011, promediando 16,0 puntos y 4,2 rebotes por partido.